# 미나모토노 아키마사의 어머니
미나모토노 아키마사의 어머니(일본어: 源顕雅母 みなもとのあきまさのはは[*], 생몰년 미상)는 헤이안 시대 후기의 가인이다. 우대신 미나모토노 아키후사의 측실이다. 후지와라 북가 요시카도류 후지와라노 카네스케의 후손으로, 시나노노카미 후지와라노 코레츠나의 딸이다. 형제로는 후지와라노 코레스에, 후지와라노 아리타다, 닌스에 (엔랴쿠지), 케이쿄가 있다.
『킨요와카슈(金葉和歌集)』 (이도본ㆍ가번호 589)에 와카 1수가 입집한 칙찬가인이다. 토쿠시 내친왕 (호리카와 천황의 중궁)을 모신 여관이었던 것같다. 아키후사의 아내가 되어, 미나모토노 노부마사, 곤다이나곤 미나모토노 아키마사. 토다이지 권소승도 카쿠쥬의 어머니가 되었다 (다만, 노부마사의 어머니에 대해서는 이설이 있다). 가쇼 2년 (1107년) 9월 21일, 토쿠시 내친왕이 출가한 날에 같이 출가했다 (『츄우기(中右記)』에서).